# Skafthållare
Skafthållare är den detalj i vävstolen som håller solvskaften på plats när de inte är monterade med nickepinnarna, som annars är de som håller solvskaften på rätt plats och med rätt balans när varpen är uppsatt. 
Skafthållaren är träbitar som monteras med snören från vävstolens övre tvärslå med utsågade spår som skaften läggs i under själva uppsättningsmomentet samt används när man lämnar väven för dagen.